# Isak Brusberg
Isak Oliver Brusberg, född 5 september 2006, är en svensk fotbollsspelare (mittfältare) som spelar för BK Häcken i Allsvenskan. 

## Karriär
Isak Brusberg växte upp i Hisings Backa på Hisingen i Göteborg och började spela fotboll i moderklubben i Lillhagen BK/Backatorp IF.

### BK Häcken
16 år gammal lämnade Brusberg inför säsongen 2023 moderklubben Backatorp IF för svenska mästarna BK Häcken. Efter att ha inlett i föreningens P17-lag avancerade Brusberg snabbt vidare till P19-laget och fick redan ett halvår efter sin ankomst A-lagsdebutera, då han som 16-åring fanns han med i startelvan i träningsmatchen mot Djurgårdens IF den 26 juni 2023.
Kort efter att sommaruppehållet avslutats fick Brusberg också debutera i Allsvenskan, då han hoppade in i slutminuterna av 0-1-förlusten mot IFK Värnamo den 22 juli 2023. Senare samma sommar kom också det första Europaframträdandet. I 5-0-segern mot litauiska Zalgiris Vilnius i Europa League-kvalet den 17 augusti 2023 byttes Brusberg in i den 79:e matchminuten.

## Statistik
| Klubb              | Säsong             | Liga               | Liga    | Liga | Nationell cup | Nationell cup | Internationell cup | Internationell cup | Övrigt  | Övrigt | Totalt  | Totalt |
| Klubb              | Säsong             | Division           | Matcher | Mål  | Matcher       | Mål           | Matcher            | Mål                | Matcher | Mål    | Matcher | Mål    |
| ------------------ | ------------------ | ------------------ | ------- | ---- | ------------- | ------------- | ------------------ | ------------------ | ------- | ------ | ------- | ------ |
| BK Häcken          | 2023               | Allsvenskan        | 1       | 0    | 0             | 0             | 1                  | 0                  | -       | -      | 2       | 0      |
| Totalt i karriären | Totalt i karriären | Totalt i karriären | 1       | 0    | 0             | 0             | 1                  | 0                  | 0       | 0      | 2       | 0      |